# Число Россбі
Число́ Ро́ссбі ({\displaystyle Ro}) — характеристична безрозмірнісна величина та критерій подібності, що використовується при описі потоків у гідродинаміці і отримується з відношення сили інерції та сили Коріоліса. У рівнянні Нав'є — Стокса — це члени {\displaystyle v\cdot \nabla v\sim U^{2}/L} (сила інерції) та {\displaystyle \Omega \times v\sim U\Omega } (сила Коріоліса). Назване на честь шведсько-американського метеоролога Карла-Густава Россбі (англ. Carl-Gustaf Arvid Rossby).
Число Россбі часто використовується для опису геофізичних явищ в океані та атмосфері, де воно характеризує суттєвість прискорення Коріоліса, спричиненого обертанням Землі. Також відоме як «число Кібеля».

## Математичне представлення
Число Россбі визначається за виразом:
{\displaystyle \mathrm {Ro} ={\frac {U}{Lf}},}
де {\displaystyle U} — характерна швидкість геофізичного явища (циклону, океанічних вихорів тощо), {\displaystyle L} — характерний просторовий масштаб геофізичного явища, {\displaystyle f=2\Omega \sin \varphi } — параметр Коріоліса, у якому {\displaystyle \Omega } — кутова швидкість обертання Землі, а {\displaystyle \varphi } — географічна широта.

## Використання
Мале значення числа Россбі є ознакою системи, що зазнає значного впливу сили Коріоліса. Велике число Россбі — ознака системи, у якій домінують сила інерції та відцентрова сила. Наприклад, для торнадо число Россбі є великим (≈103, висока швидкість і малий просторовий розмір), а для системи низького тиску типу циклона воно є малим (≈0,1…1). Для різних явищ в океані число Россбі може варіювати у межах ≈10−2…102.
У результаті вплив сили Коріоліса на торнадо є знехтовно малим і баланс досягається між баричним градієнтом та відцентровою силою (циклострофічний баланс).
У системах низького тиску відцентрова сила є малою, і баланс досягається між силою Коріоліса та баричним градієнтом (геострофічний баланс).
В океанах усі три сили є між собою порівнянними (циклогеострофічний баланс) У праці Кантхи (L. H. Kantha) і Клейсон (C. A. Clayson) подано ілюстрацію, що показує просторові та часові масштаби явищ в атмосфері й океані.
Коли число Россбі є великим (чи тому, що є малим параметр Коріоліса {\displaystyle f}, для низьких широт; чи {\displaystyle L} є малим, як у випадку зі зливним отвором у раковині; чи швидкості є великими), ефект від обертання Землі є малим і ним можна знехтувати. Коли число Россбі є малим, тоді ефект обертання Землі є значним і загальне прискорення є відносно невеликим, що дозволяє використання геострофізичного наближення.